# Thomas Rother (Politiker)

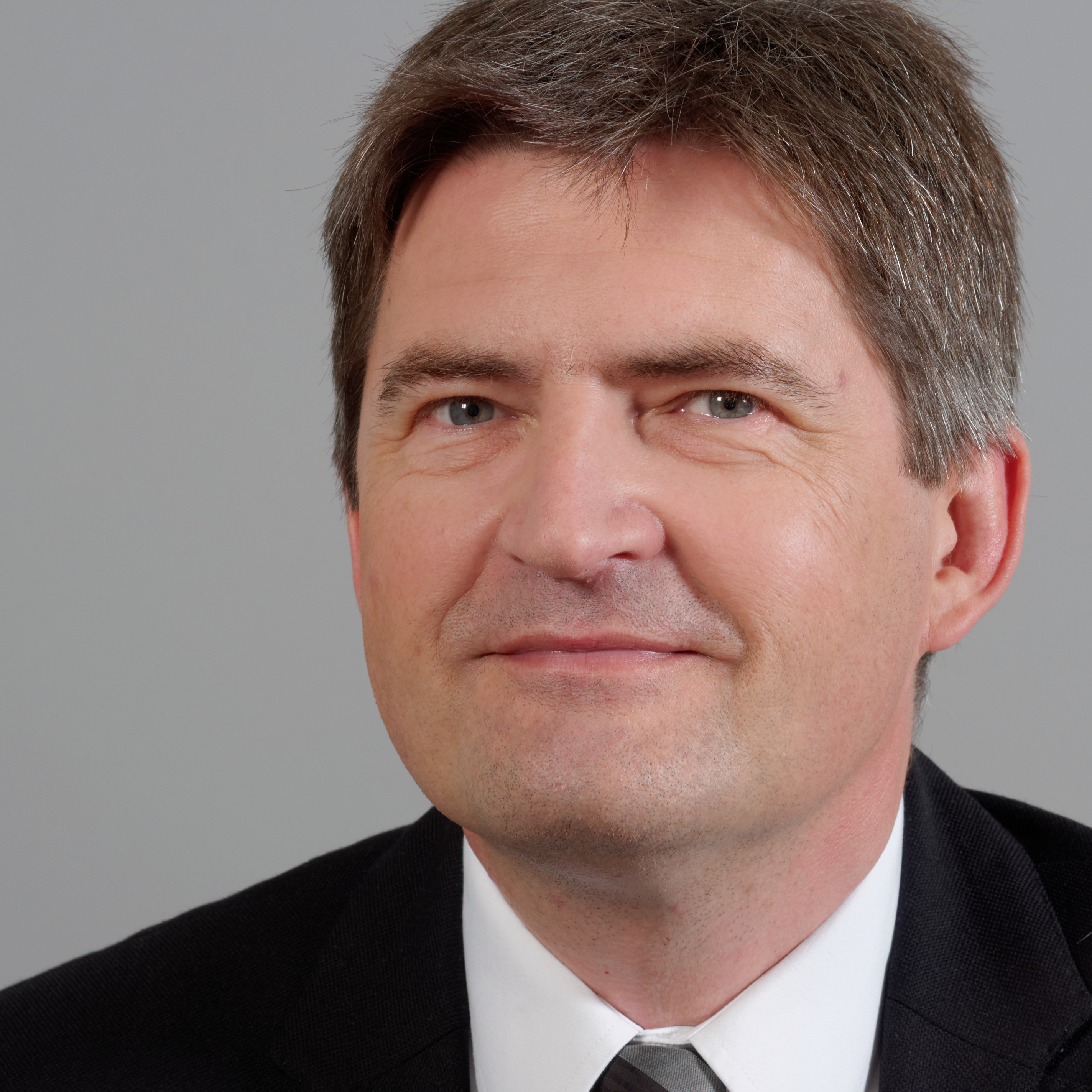
Thomas Rother (2013)

Thomas Rother (* 13. Oktober 1959 in Lübeck) ist ein deutscher Politiker (SPD). Er war von 2000 bis 2022 Mitglied des Schleswig-Holsteinischen Landtags.

## Leben und Beruf
Nach der Mittleren Reife absolvierte Rother in den Jahren 1976 bis 1979 eine Ausbildung in der Verwaltung bei der Stadt Lübeck und war dort anschließend bis zum Jahr 1983 als Verwaltungsangestellter tätig. Danach besuchte er die Hochschule für Wirtschaft und Politik in Hamburg, die er im Jahr 1986 als Betriebswirt (grad.) und 1988 als Diplom-Sozialökonom beendete. Anschließend arbeitete Rother als Verwaltungsangestellter in der Innenbehörde der Freien und Hansestadt Hamburg. Im Jahr 1992 kehrte er in seine Heimatstadt Lübeck zurück und war bis zum Jahr 2000 Geschäftsführer der SPD-Fraktion in der Lübecker Bürgerschaft.
Am 13. Juni 1995 wurde Rother durch eine Briefbombe an der Hand verletzt, die an den stellvertretenden Bürgermeister Dietrich Szameit adressiert war. Der Anschlag wurde von dem österreichischen Bombenattentäter Franz Fuchs verübt, der von 1993 bis 1997 aus einer rassistischen und fremdenfeindlichen Motivation heraus zahlreiche gleichartige Taten beging.
Thomas Rother ist verheiratet.

## Partei
Rother trat im Jahr 1977 in die SPD ein und leitet seit 2002 den Landesarbeitskreis „Innere Sicherheit und Polizei“ der SPD in Schleswig-Holstein. In den Jahren 2014 bis 2020 war Thomas Rother Kreisvorsitzender der SPD Lübeck.

## Abgeordneter im Landtag
Rother war von 2000 bis 2022 Mitglied des Landtages von Schleswig-Holstein.
Thomas Rother zog im Jahr 2000 als direkt gewählter Abgeordneter des Wahlkreises Lübeck-Nord und 2005 als direkt gewählter Abgeordneter des Wahlkreises Lübeck-West in den Landtag ein. Bei der Landtagswahl 2005 erreichte er hier 49,6 % der Erststimmen. Bei der Landtagswahl in Schleswig-Holstein 2009 wurde er mit 38,2 % der Erststimmen wiedergewählt. Bei der vorgezogenen Landtagswahl 2012 erhielt er im Wahlkreis Lübeck-Ost 45,4 % der Erststimmen und wurde direkt gewählt. Im Wahlkreis Lübeck-Ost gewann Rother mit 37,1 % der Erststimmen bei der Landtagswahl 2017 erneut das Direktmandat. Im Schleswig-Holsteinischen Landtag war Thomas Rother in der 19. Wahlperiode Vorsitzender des Finanzausschusses, stellv. Mitglied im Innen- und Rechtsausschuss und justizpolitischer Sprecher der SPD-Fraktion.
Bei der Landtagswahl 2022 trat er nicht mehr an.

## Trivia
Thomas Rother ist bekennender Donaldist.